# Van Hool Midibus
Diese Seite beschreibt die Midibusse des belgischen Nutzfahrzeug-Herstellers Van Hool. 
Der A507 hat hinten und vorn eine Einfachtür, die griechische Version hat anstatt der Hintertür eine Doppeltür in der Mitte. 
Der A508 (Prototyp-Bezeichnung A500M) und der A308 haben hinten und vorn eine Doppeltür. Es wurden nur fünf Stück mit einer Mitteltür für einen niederländischen Kunden hergestellt. Ein besonderes Modell verkehrt in Griechenland mit drei Achsen. 
Den A308 gibt es auch in einer Diesel-Hybrid-Ausführung sowie auch als CNG-Version. In Aachen wurden mehrere A508 eingesetzt. 
Beim A309 und A300K befinden sich die Türen vorn und in der Mitte. Der NewA308 hat auf dem Dach im vorderen Bereich eine Haube. In Deutschland verkehrt ein Exemplar davon auf Sylt. Wegen der geringen Breite werden diese Busse gern in der Schweiz eingesetzt. 
In der Übersicht nicht mit aufgenommen sind die Modelle 314 und AU 318. 
Übersicht:
| Technische Daten | A507                   | A508                                | A308                              | NewA308                   | NewA309                       | A300K (USA)               |
| ---------------- | ---------------------- | ----------------------------------- | --------------------------------- | ------------------------- | ----------------------------- | ------------------------- |
| Foto             |                        |                                     |                                   |                           |                               |                           |
| Typ              |                        | sog. „Halb-Niederflur“ (eine Stufe) | Niederflur                        | Niederflur                | Niederflur                    | Niederflur                |
| Länge [mm]       | 7680                   | 8940                                | 9495                              | 9495                      | 9990                          | 9395                      |
| Breite [mm]      | 2250                   | 2250                                | 2350                              | 2350                      | 2350                          | 2590                      |
| Höhe [mm]        | 2800                   | 2800                                | 2985                              | 3270                      | 3100                          | 3320                      |
| Radstand [mm]    | 4000                   | 4000                                | ?                                 | 4500                      | 4700                          | 5300                      |
| Kapazität        | 48+1 Steh- und Sitzpl. | 18+1 Sitz- und 48 Stehpl.           | 22+1 Sitzpl.                      | 18+1 Sitz- und 40 Stehpl. | 19–23+1 Sitzpl.               | 21+1 Sitzpl. 2 Rollstühle |
| Dieselmotor      | MAN D 0826 OH 6 Zyl. R | MAN D 0826 OH 6 Zylinder R          | MAN D 0836 LOH 6 Zylinder R Turbo | MAN D 0836 LOH EURO 4     | Cummins ISBe 225 EURO 5 / EEV | Cummins ISB 07            |
| Getriebe         |                        |                                     |                                   | ZF ECOMAT 4               | ZF ECOMAT 4                   | Voith                     |
| Leistung         | 110 kW (150 PS)        | 110 kW (150 PS)                     | 162 kW (220 PS)                   | 176 kW                    | 165 kW                        | 280 PS                    |

Reise-Midibusse
Das aktuelle Reise-Midibus-Modell ist der T 911 Alicron mit 10,5 m Länge. Vorgänger sind u. a. T 809 Alizee, T 812 Alizee, S 315 Alizée, Van Hool 625 und Van Hool 314. 

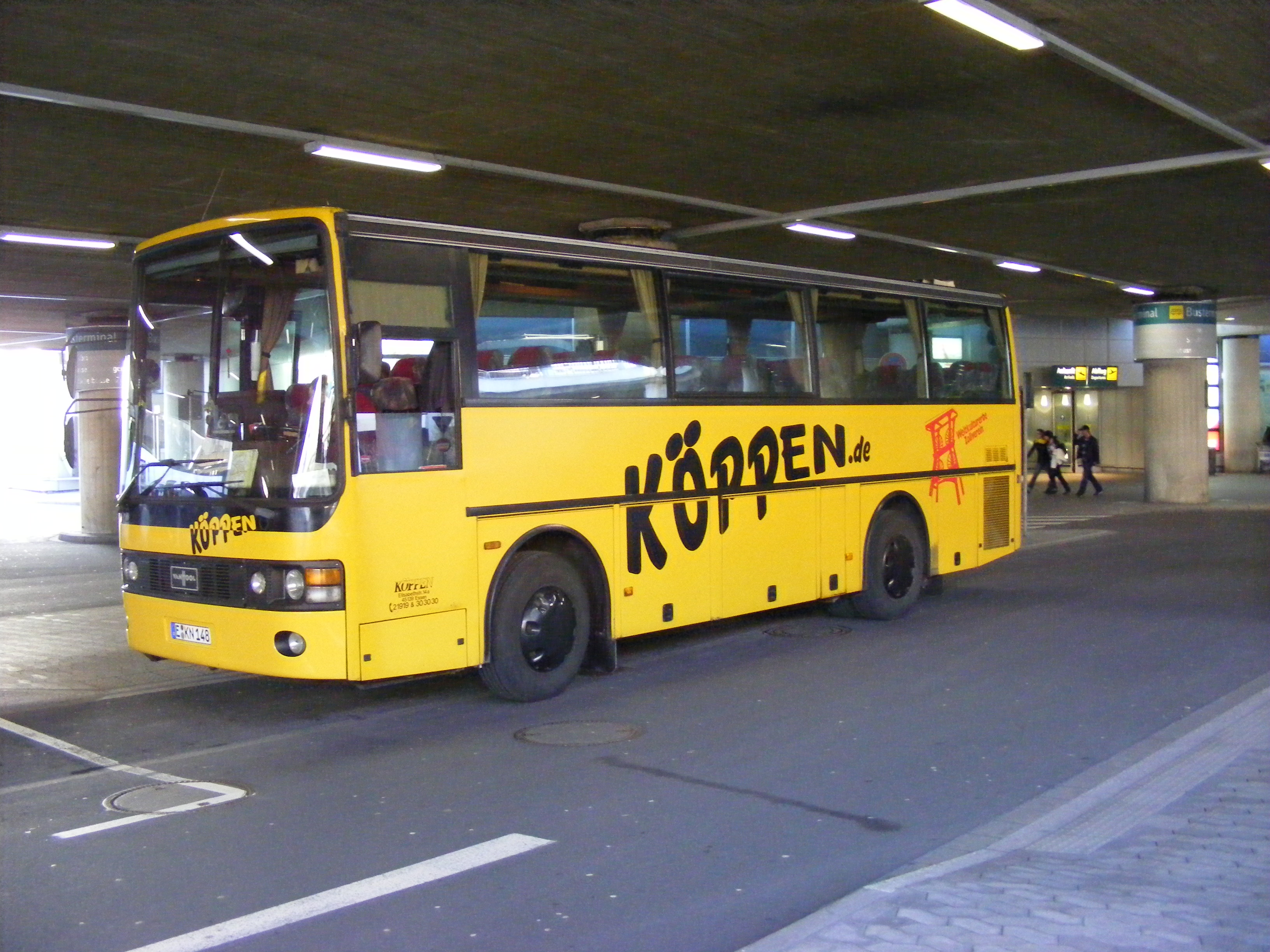
Van Hool T 812 Alizee